# Qiu Hongmei
Qiu Hongmei (2 de março de 1983, na província de Jiangxi) é uma halterofilista chinesa.
Qiu Hongmei ganhou ouro no total combinado Campeonato Mundial de 2006, com 237 kg (107 no arranque e 130 no arremesso) e no mundial de 2007, com 238 kg (103+135).
No Campeonato Asiático de 2007, Qiu Hongmei definiu um recorde mundial no arranque: 141 kg, na categoria até 58 kg.
Quadro de resultados
| Ano  | Posição | Competição                          | Classe de peso | Marca            |
| 2006 | 1.      | Campeonato Mundial em Santo Domingo | –58 kg         | 237 kg (107+130) |
| 2007 | 1.      | Campeonato Asiático em Tai'an       | –58 kg         | 241 kg (100+141) |
| 2007 | 1.      | Campeonato Mundial em Chiang Mai    | –58 kg         | 238 kg (103+135) |